# Петрик (река)
Петрик — река в Кемеровской области России, протекает по Новокузнецкому району и Новокузнецку. Устье реки находится в 564 км от устья Томи по левому берегу. Длина реки составляет 17 км.
Протекает по Новоильинскому району Новокузнецка.

## Данные водного реестра
По данным государственного водного реестра России относится к Верхнеобскому бассейновому округу, водохозяйственный участок реки — Томь от истока до города Новокузнецк, без реки Кондома, речной подбассейн реки — Томь. Речной бассейн реки — (Верхняя) Обь до впадения Иртыша.